# Корнел Рипе
Корнел Еміліан Рипе (рум. Cornel Emilian Râpă, * 16 січня 1990, Галац) — румунський футболіст, захисник  польського клубу «Краковія» та, в минулому, збірної Румунії.

## Біографія
Вихованець академії «Оцелула» з рідного міста. 23 листопада 2008 року дебютував за основну команду в матчі чемпіонату проти «Арджеша». Всього до кінця сезону зіграв у 9 матчах чемпіонату. З сезону 2009/10 став основним гравцем команди і допоміг «Оцелулу» 2011 року святкувати перемогу в національному чемпіонаті та суперкубку.
На початку 2013 року перейшов у «Стяуа», в якому не зміг стати основним гравцем, проти виграв два поспіль чемпіонати, а також національний суперкубок 2013 року.

## Досягнення

### «Оцелул»
- Чемпіон Румунії: 2010-11
- Володар Суперкубка Румунії: 2011

### «Стяуа»
- Чемпіон Румунії: 2012–13, 2013–14, 2014–15
- Володар Суперкубка Румунії: 2013
- Володар Кубка Румунії: 2014–15
- Володар Кубка румунської ліги: 2014–15, 2015–16

### «Краковія»
- Володар Кубка Польщі: 2019–20
- Володар Суперкубка Польщі: 2020